# Varesh Airlines
Varesh Airlines è una compagnia aerea con sede a Teheran, Iran.

## Storia
La compagnia è stata fondata nel 2017 e ha iniziato le operazioni nell'ottobre 2018 con una flotta composta interamente da Boeing 737 Classic.
Varesh Airlines concentrava inizialmente le attività nella provincia di Mazandaran, per poi espandersi nel mercato interno iraniano e nel mercato internazionale quando ha servito per la prima volta Biškek, in Kirghizistan.
Un aereo della compagnia è atterrato nella capitale tagika, Dushanbe, il 6 giugno 2019. Ciò ha segnato la ripresa di una pausa di otto mesi tra i contatti tra i due paesi. L'ambasciata iraniana ha annunciato la ripresa per rafforzare le relazioni bilaterali.

## Flotta
A dicembre 2022 la flotta di Varesh Airlines è così composta: